# Afrikai pinty
Az afrikai pinty (Fringilla spodiogenys) a madarak osztályának verébalakúak (Passeriformes) rendjébe és a pintyfélék (Fringillidae) családjába tartozó faj. Korábban az  erdei pinty egyik alfajának tartották 2021-ben választották le róla különálló fajnak.

## Előfordulása
Az erdei pintynek igen nagy az elterjedési területe s ezen többféle alfaj helyettesíti az európai alakot. Ilyen a Tuniszban előforduló afrikai pinty, amely nagyon hasonlít az erdei pintyhez, de valamivel nagyobb. Egyszer állítólag Dél-Franciaországban is találtak.

## Megjelenése
Ennek feje, nyakszirtje, válltájéka kékes hamuszürke, hátoldala olajzöld, hasi oldala halaványvörös, oldala zöldes; a fekete elsőrendű evezők külső zászlójának tövén keskeny, a végén szélesebb fehér szegély van; a belső zászlón széles világosszürke szegély. A másodrendű evezők néhány első tolla csak a tövén, a hátrább lévők majdnem egészen fehérek; az apró szárnyfedők fehérek, a nagyok szintén, de középükön fekete keresztsávval. Színezete egyébként lényegileg nem különbözik a pintyőkéétől.